# MORNING BELL
『MORNING BELL』（モーニング・ベル）は、松室政哉の6枚目のインディーズデモアルバム。

## 解説
- 5thデモアルバム『つよがる。』から約7ヶ月ぶりのリリース。
- キャッチコピーは「“朝が来たから　君を迎えに来たよ”」。
- 規格品番は、MS-006。
- 次作がオフィスオーガスタ内のATSUGUA RECORDSからのリリースとなったため、本作品が自主制作盤最後のリリースとなった。
- 現在は廃盤となっている。

## 収録曲
CD
1. モーニングベル
2. ラブソング。
  - インディーズシングル、メジャーデビューEP収録「ラブソング。」の原型となる楽曲。
3. 真夜中を飲み込んで
4. 影が伸びていく、僕は歩き出す
  - メロディーキッチンの渕田愛子 (Vo.)と松浦はすみ (Key.)が参加。
5. Simple
6. 夢食
7. アザレア
8. Cinderella
9. Em
10. 何でもない毎日
11. オーケストラ

## 演奏
- 松室政哉
  - Vocal, Chorus
  - Drums programing
  - Bass
  - Acoustic Guitar
  - Electric Guitar
  - Other Instruments
- 渕田愛子 (メロディーキッチン)
  - Vocal (#4)
- 松浦はすみ (メロディーキッチン)
  - Keyboard (#4)